# La Grange (hrabstwo Monroe)
La Grange – miasto w Stanach Zjednoczonych, w stanie Wisconsin, w hrabstwie Monroe.